# Olympen (konsertsal)
Olympen var en konsertsal i Lund. Olympen skulle egentligen bli handbollsarena, men blev istället en scen för rockkonserter mellan 1971, ända fram till 2009. Kapaciteten var cirka 2,500.
Konsertarrangören Julius Malmström började hösten 1971 anordna spelningar på Olympen och 1972 tog dess verksamhet fart på allvar. Den 14 januari 1972 uppträdde Jethro Tull, och sedan fortsatte det med spelningar med Paul McCartney och Wings 11 augusti, Procol Harum 9 oktober, Santana 16 november och Alice Cooper 21 november samma år. 
Många stora artister uppträdde under åren på Olympen. 14 november 1973 spelade Roxy Music. 27 november 1974 spelade Queen. 12 januari 1975 spelade Abba. 30 maj 1976 spelade Kiss för första gången i Sverige, och de återkom 24 oktober 1984. 21 april 1977 spelade Black Sabbath. 9 maj 1979 spelade Thin Lizzy. 22 maj 1980 spelade The Clash. 23 september 1980 spelade Eric Clapton. 9 september 1981 spelade Iron Maiden. 1 november 1983 spelade Tina Turner. 17 november 1984 spelade Depeche Mode. 24 september 1986 spelade Metallica. 24 april 1988 spelade Leonard Cohen. 21 oktober 1991 spelade Kraftwerk. 13 maj 2000 spelade Bob Dylan.
  
Komikerna och Lundaborna Anders Jansson och Johan Wester satte även upp Hipp Hipp! som scenföreställning på Olympen från 7 oktober 2003 till 20 november 2004. 
Svenska Kent spelade fyra gånger på Olympen genom åren. Första gången 23 mars 1999, och avslutningsvis 6 och 7 december 2007.
Den sista konserten på Olympen var med Porcupine Tree, tillsammans med Katatonia som förband, 24 oktober 2009.